# Verfassungsänderung (Irland)
Eine Verfassungsänderung der Republik Irland bedarf der Zustimmung beider Häuser des irischen Parlaments und der Mehrheit des Volks in einem Referendum. Anschließend tritt sie durch die Unterschrift des Präsidenten in Kraft.
Abgesehen vom konstitutionellen Referenden lässt die irische Verfassung in außergewöhnlichen Fällen auch eine Volksbefragung zu einfachen Gesetzen zu. Von dieser Möglichkeit wurde bisher noch nie Gebrauch gemacht.

## Ablauf

### Referendum
Die Prozedur für eine Verfassungsänderung ist in Artikel 46 festgelegt und muss ausgehend vom Unterhaus Dáil Éireann in Form eines normalen Gesetzes eingebracht werden, das allerdings keinerlei weitere Gesetzesänderungen enthalten darf. Der Änderung muss nach dem Dáil auch der Seanad Éireann zustimmen, was aber aufgrund der Tatsache, dass der Senat kein Gesetz ablehnen kann, eine rein formelle Angelegenheit ist. Dann wird per Volksabstimmung, die in geheimer Wahl ausgeführt wird, über die Änderung entschieden. Im Gegensatz zur Unterhauswahl, wo auch Bürger des Vereinigten Königreiches wählen dürfen, wenn sie ihren festen Wohnsitz in Irland haben, dürfen bei dieser Art Referendum nur irische Bürger ihre Stimme abgeben. Eine einfache Mehrheit reicht, um ein Referendum anzunehmen.
Wenn die Mehrheit des Volkes der Änderung zugestimmt hat, muss der Präsident die Änderung durch seine Unterschrift zum Gesetz erklären. Er besitzt kein Veto-Recht.

### Historische Methoden
Historisch gesehen gab es auch zwei andere Wege, die irische Verfassung zu ändern. Die Übergangsregeln, die ein Teil der neuen Verfassung von 1937 waren, sahen vor, dass für einen Zeitraum von 4 Jahren (1937 – 1941) die Verfassung durch einen einfachen Beschluss des Parlaments geändert werden kann. Um aber eine komplette Änderung der Verfassung auszuschließen, hatte in diesem Zeitraum der irische Präsident die Möglichkeit, eine solche Änderung abzulehnen, wenn er der Meinung ist, dass diese die gesamte Verfassung umgestaltet.
Die erste und zweite Verfassungsänderung wurden auf diesem Weg durchgeführt. Der damalige Präsident, Douglas Hyde, unterzeichnete die beiden Verfassungsänderungen direkt, ohne eine explizite Volksbefragung. Diese Macht, eine Verfassungsänderung ohne Volksbefragung war für einen Zeitraum von drei Jahren nach Amtseintritt des ersten Präsidenten vorgesehen.
Seit 1941, also 3 Jahre nach Hydes Amtsantritt, muss eine Verfassungsänderung folgende Schritte durchlaufen: bewilligter Gesetzesentwurf durch das Parlament, Volksbefragung, Unterzeichnung durch den Präsidenten.

## Ehemalige Verfassungen
Vor der Verfassung von 1937 gab es bereits zwei weitere Verfassungen: die Verfassung des Irischen Freistaates von 1922 bis 1937 sowie die (offiziell nicht anerkannte) Dáil-Verfassung der Irischen Republik von 1919 bis 1922.
Die Dáil-Verfassung wurde vom Dáil Éireann (als Einkammernsystem) durch einen einfachen Parlamentsakt geschaffen und konnte daher ebenfalls mittels eines normalen Gesetzes geändert werden.
Die Freistaatenverfassung sah ursprünglich einen Änderungsprozess mittels Referendum vor. Die Verfassung konnte jedoch in den ersten 8 Jahren ohne Volksbefragung beliebig durch das Parlament geändert werden. Daher entschied sich das Parlament kurz vor Ablauf dieser 8 Jahre per Verfassungsänderung diesen Zeitraum zu verlängern, was dazu führte, dass während der gesamten Freistaatenzeit die Verfassung alleine durch das Parlament geändert werden konnte.

## Übersicht
Es gibt offiziell keine 12., 22., 24. und 25. Verfassungsänderung. Der offizielle Name einer Verfassungsänderung (der im Original die fortlaufende Nummer enthält) kann nicht mehr geändert werden, wenn das Gesetz vom Parlament bewilligt wurde. Stehen nun an einem Wahltag mehrere Verfassungsänderungen zur Abstimmung (wie z. B. im Jahr 1992 die 12., 13. und 14.) und wird eine oder mehrere davon mit niedrigeren Nummern nicht angenommen (wie hier die 12.), behalten die anderen trotzdem ihre zugewiesene Nummer. Für den Fall, dass alle Änderungen an einem Tag abgelehnt wurden oder lediglich die Änderung mit der höchsten Nummer abgelehnt wurde, so wurde die entsprechende Nummer neu vergeben (so geschehen z. B. bei den Wahlen 1959 und 1968); dies wird so nicht mehr praktiziert. Auch für den Fall, dass mehrere Verfassungsänderungen in das Parlament eingebracht und nicht alle im Unterhaus angenommen werden (z. B. die 22.), kann es sein, dass "Lücken" in der Nummerierung entstehen.
| Datum der Volksabstimmung | #     | Hauptthema                       | Stimmberechtigte                | Beteiligung                     | Dafür                           | Dagegen                         |
| ------------------------- | ----- | -------------------------------- | ------------------------------- | ------------------------------- | ------------------------------- | ------------------------------- |
| 1. Juli 1937              |       | Einführung der Verfassung        | 1.775.055                       | 75,8 %                          | 56,5 %                          | 43,5 %                          |
| 2. September 1939         | 1.    | Notstands-Machtbefugnisse        |                                 |                                 |                                 |                                 |
| 30. Mai 1941              | 2.    | diverses                         |                                 |                                 |                                 |                                 |
| 17. Juli 1959             | (3.)  | Wahlsystem                       | 1.678.450                       | 58,4 %                          | 48,2 %                          | 51,8 %                          |
| 16. Oktober 1968          | (3.)  | Verfassungsgrenzen               | 1.717.389                       | 65,8 %                          | 39,2 %                          | 60,8 %                          |
| 16. Oktober 1968          | (4.)  | Wahlsystem                       | 1.717.389                       | 65,8 %                          | 39,2 %                          | 60,8 %                          |
| 10. Mai 1972              | 3.    | Europäische Gemeinschaft         | 1.783.604                       | 70,9 %                          | 83,1 %                          | 16,9 %                          |
| 7. Dezember 1972          | 4.    | Wahlmindestalter                 | 1.783.604                       | 50,7 %                          | 84,6 %                          | 15,4 %                          |
| 7. Dezember 1972          | 5.    | Anerkennung v. Religionen        | 1.783.604                       | 50,7 %                          | 84,4 %                          | 15,6 %                          |
| 5. Juli 1979              | 6.    | Adoptionen                       | 2.179.466                       | 28,6 %                          | 99,0 %                          | 1,0 %                           |
| 5. Juli 1979              | 7.    | Senatsreform                     | 2.179.466                       | 28,6 %                          | 92,4 %                          | 7,6 %                           |
| 7. September 1983         | 8.    | Adoption                         | 2.358.651                       | 53,7 %                          | 66,9 %                          | 33,1 %                          |
| 14. Juni 1984             | 9.    | Wahlsystem                       | 2.399.257                       | 47,5 %                          | 75,4 %                          | 24,6 %                          |
| 26. Juni 1986             | (10.) | Scheidung                        | 2.436.836                       | 60,8 %                          | 36,5 %                          | 63,5 %                          |
| 26. Mai 1987              | 10.   | Einheitliche Europäische Akte    | 2.461.790                       | 44,1 %                          | 69,9 %                          | 30,1 %                          |
| 18. Juni 1992             | 11.   | Maastricht-Vertrag               | 2.542.840                       | 57,3 %                          | 69,1 %                          | 30,9 %                          |
| 25. November 1992         | 12.   | Abtreibung                       | 2.542.841                       | 68,2 %                          | 34,6 %                          | 65,4 %                          |
| "                         | 13.   | Reisefreiheit bzgl. Abtreibung   | "                               | "                               | 62,4 %                          | 37,6 %                          |
| "                         | 14.   | Abtreibungs-Aufklärung           | "                               | "                               | 59,9 %                          | 40,1 %                          |
| 24. November 1995         | 15.   | Scheidung                        | 2.628.834                       | 62,2 %                          | 50,3 %                          | 49,7 %                          |
| 28. November 1996         | 16.   | Kaution                          | 2.659.895                       | 29,2 %                          | 74,8 %                          | 25,2 %                          |
| 30. Oktober 1997          | 17.   | Schutz des Kabinetts             | 2.688.316                       | 47,2 %                          | 52,6 %                          | 47,4 %                          |
| 22. Mai 1998              | 18.   | Vertrag von Amsterdam            | 2.747.088                       | 56,2 %                          | 61,7 %                          | 38,3 %                          |
| 22. Mai 1998              | 19.   | Karfreitagsabkommen              | 2.747.088                       | 56,2 %                          | 94,4 %                          | 5,6 %                           |
| 11. Juni 1999             | 20.   | Wahlen                           | 2.791.415                       | 51,5 %                          | 77,8 %                          | 22,2 %                          |
| 7. Juni 2001              | 21.   | Todesstrafe                      | 2.867.960                       | 34,8 %                          | 62,1 %                          | 37,9 %                          |
| "                         | 22.   | System der Richter               | (nicht vom Parlament bewilligt) | (nicht vom Parlament bewilligt) | (nicht vom Parlament bewilligt) | (nicht vom Parlament bewilligt) |
| "                         | 23.   | Internationaler Strafgerichtshof | 2.867.960                       | 34,8 %                          | 64,2 %                          | 35,8 %                          |
| "                         | 24.   | Vertrag von Nizza                | "                               | "                               | 46,1 %                          | 53,9 %                          |
| 6. März 2002              | 25.   | Abtreibung                       | 2.923.918                       | 42,9 %                          | 49,6 %                          | 50,4 %                          |
| 19. Oktober 2002          | 26.   | Vertrag von Nizza                | 2.923.918                       | 49,5 %                          | 62,9 %                          | 37,1 %                          |
| 11. Juni 2004             | 27.   | Staatsbürgerschaft               | 3.041.688                       | 59,9 %                          | 79,2 %                          | 20,8 %                          |
| 12. Juni 2008             | (28.) | Vertrag von Lissabon             | 3.051.278                       | 53,1 %                          | 46,6 %                          | 53,4 %                          |
| 2. Oktober 2009           | 28.   | Vertrag von Lissabon             | 3.078.032                       | 58,0                            | 67,1 %                          | 32,9 %                          |
| 27. Oktober 2011          | 29.   | Entlohnung von Richtern          | 3.191.157                       | 55,9 %                          | 79,7 %                          | 20,3 %                          |
| 27. Oktober 2011          | (30.) | Parlamentarische Untersuchungen  | 3.191.157                       | 55,9 %                          | 46,7 %                          | 53,3 %                          |
| 31. Mai 2012              | 30.   | Europäischer Fiskalpakt          | 3.144.828                       | 50,6 %                          | 60, 3 %                         | 39,7 %                          |
| 10. November 2012         | 31.   | Kinderrechte                     | 3.183.686                       | 33,5 %                          | 58,0 %                          | 42,0 %                          |
| 4. Oktober 2013           | 32.   | Abschaffung des Oberhauses       | 3.167.484                       | 39,2 %                          | 48,3 %                          | 51,7 %                          |
| 4. Oktober 2013           | 33.   | Neues Berufungsgericht           | 3,167,484                       | 39,2 %                          | 48,3 %                          | 51,7 %                          |
| 22. Mai 2015              | 34.   | Gleichgeschlechtliche Ehe        | 3,221,681                       | 60,5 %                          | 65,2 %                          | 34,8 %                          |
| 22. Mai 2015              | 35.   | Wahlrecht Präsidentschaft        | 3,221,681                       | 60,5 %                          | 62,1 %                          | 37,9 %                          |
| 25. Mai 2018              | 36.   | Abtreibung                       | 3.367.556                       | 64 %                            | 66,4 %                          | 33,6 %                          |
| 27. Oktober 2018          | 37.   | Gotteslästerung                  | 3.401.652                       | 43,9 %                          | 64,9 %                          | 35,1 %                          |
| 26. Mai 2019              | 38.   | Scheidung                        | 3.397.636                       | 50,9 %                          | 82,1 %                          | 17,9 %                          |
| 8. März 2024              | 39.   | Familie                          | 3.438.566                       | 44,4 %                          | 32,3 %                          | 67,7 %                          |
| 8. März 2024              | 40.   | Pflege                           | 3.438.566                       | 44,4 %                          | 26,1 %                          | 73,9 %                          |

## Details der durchgeführten Verfassungsänderungen

### 1. Verfassungsänderung (1939)
Die erste Verfassungsänderung trat am 2. September 1939 in Kraft. Der Inhalt war die Abänderung des Begriffs "Kriegszustand", indem auch in Zeiten des Krieges, an denen das Land nicht direkt beteiligt ist, berücksichtigt werden. Hintergrund war die Möglichkeit der Regierung Machtbefugnisse in Notstandszeiten auch dann ausüben zu können, wenn das Land neutral bleibt (was im Zweiten Weltkrieg passierte). Heutzutage kann die Regierung daher diese Machtbefugnisse ausüben, wenn das Parlament einen "nationalen Notstand" ausruft.
Diese Änderung wurde durch die Regierungspartei Fianna Fáil unter Eamon de Valera eingebracht. Da im Jahr 1939 noch die Übergangsregelungen galten, konnte diese Änderung (wie auch die zweite) ohne Volksbefragung umgesetzt werden.

### 2. Verfassungsänderung (1941)
Die 2. Verfassungsänderung beinhaltete eine Vielzahl an Änderungen und trat am 30. Mai 1941 in Kraft. Auch diese Änderung wurde durch Fianna Fáil eingebracht und konnte ohne Volksbefragung umgesetzt werden.
Folgende Änderungen an der Verfassung wurden vorgenommen:
- Nach Artikel 26 kann der irische Präsident Gesetzesvorschläge zur Prüfung auf Verfassungsmäßigkeit an den Supreme Court übergeben. Hinzugefügt wurde der Zusatz, dass die Entscheidung des Supreme Court einstimmig erfolgen muss. Weiterhin wurde Artikel 34 dahingehend ergänzt, dass Gesetzesvorschläge, die der Supreme Court für verfassungsgemäß befunden hat, niemals erneut auf die Verfassungsmäßigkeit überprüft werden dürfen.
- Vor Abänderung des Artikels 40 konnte sich eine inhaftierte Person an jeden High-Court-Richter (und an so viele wie gewünscht) wenden, um eine Klageschrift zu erhalten. Durch die Änderung kann dies nur von einem Richter verlangt werden und wenn die Anklageschrift verfasst ist, steht es dem Präsidenten des High Court zu den oder die Richter zu bestimmen, die den Fall bearbeiten werden. Die Verfassungsänderung fügte auch den Zusatz hinzu, dass für den Fall, dass eine Verhaftung auf Grund eines Gesetzes das der Verfassung widerspricht, zustande gekommen ist, der High Court den Fall an den Supreme Court weitergeben muss und der Inhaftierte auf Kaution freikommen kann. Die dritte Änderung der „Habeas Corpus-Sektion“ betraf die Möglichkeit des High Courts, nun eine Todesstrafe aufzuschieben.
- Artikel 28 wurde so abgeändert, dass ein „Kriegszustand“ nur durch eine Resolution von beiden Parlamentshäusern aufgehoben werden kann.
- Der irische Text der Verfassung wurde angepasst und frühere Änderungen, die lediglich im englischen Text vorhanden waren, eingebaut. Da der irische Verfassungstext maßgeblich ist, war dieser Schritt bereits überfällig.
- Artikel 12.3.3 (Präsident kann sein Amt nicht mehr ausüben) wurde um die Regelung erweitert, dass eine Neuwahl (auch für den Fall, dass der Präsident sein Amt noch nicht angetreten hat) innerhalb von 60 Tagen abzuhalten ist. Weiterhin wurde genauer formuliert, dass die Presidential Commission sämtliche Aufgaben des Präsidenten übernehmen kann.
- Artikel 18 wurde ebenfalls geändert und spezifizierte die Senatsnominierung durch den Taoiseach. Die Prozedur bei der Verkürzung der Zeit, in der der Senat einem Gesetz zustimmen muss, wurde in Artikel 24.2 genauer gefasst.
- Weiterhin wurden kleinere Änderungen in den Bereichen der Senatswahl, des Gesetzgebungsprozesses und weiteren Artikeln eingeführt, die hauptsächlich den bestehenden Text genauer spezifizierten.
- Der Prozess der Gesetzgebung bzgl. Unterzeichnung und Inkrafttreten von Gesetzen, wurde in Artikel 25 leicht abgeändert.
- Die Volksbefragungen zu Gesetzesvorschlägen (eine der Ermessensentscheidungen des Präsidenten) erfuhr leichte Abänderungen.
- Artikel 34 wurde abgeändert, so dass Gerichtsverfahren in speziellen Fällen unter Ausschluss der Öffentlichkeit stattfinden können.
- Übergangsregelungen in Artikel 56 für Regierungsbeamte, die vor Inkrafttreten der Verfassung angestellt waren.

### (geplante) 3. Verfassungsänderung (1958)
Die geplante Verfassungsänderung vom 17. Juni 1958 – die erste, über die per Volksbefragung entschieden wurde – sollte das Wahlsystem zum Unterhaus vom Single transferable vote- zum First past the post-System ändern. Weiterhin sollte eine unabhängige Kommission zur Festlegung der Wahlbezirke nach verfassungsrechtlichen Grundlagen eingerichtet werden. Das Volk lehnte diese Verfassungsänderung ab.

### (geplante) 3. Verfassungsänderung (1968)
Die Verfassungsänderung vom 16. Oktober 1968 betraf die Festlegung der Wahlbezirke und hätte es ländlichen Bezirken erlaubt, eine unverhältnismäßig große Anzahl an Parlamentariern zu wählen. Die Verfassungsänderung wurde, wie auch die 4., die am gleichen Tag stattfand, abgelehnt.

### (geplante) 4. Verfassungsänderung (1968)
Am gleichen Tag fand auch eine Abstimmung über den erneuten Versuch das Wahlsystem (wie bei der gescheiterten Änderung 1959) zu ändern statt, doch auch dieses Mal wurde die Änderung abgelehnt.

### 3. Verfassungsänderung (1972)
Die 3. Verfassungsänderung von 1972 – die erste, die durch ein Referendum bewilligt wurde – befasste sich mit dem Beitritt der Republik Irland zur EU und trat am 8. Juni 1972 in Kraft. Sie wurde von der Fianna-Fáil-Regierung unter Jack Lynch eingebracht, aber von Fine Gael sowie weiteren Parteien und Interessensgruppen unterstützt. Lediglich die Labour Party und die Gewerkschaften unterstützten dieses Vorhaben nicht.
Die Mitgliedschaft in der EU verschaffte den europäischen Institutionen Machtbefugnisse, die die Verfassung nur dem irischen Parlament und der Regierung zugestanden hatte. Es war ebenfalls möglich, dass Teile der Verfassung nicht dem europäischen Gesetz entsprachen. Daher schaffte diese 3. Verfassungsänderung die Möglichkeit zum Beitritt und erklärte – fast als Generalvollmacht – die europäischen Gesetze als übergeordnet zu der irischen Verfassung.

### 4. Verfassungsänderung (1973)
Die 4. Verfassungsänderung änderte das Mindestalter der Wähler von 21 auf 18 Jahre und trat am 5. Januar 1973 in Kraft. Die Änderung wurde von der Fianna-Fáil-Regierung unter Jack Lynch eingebracht und von allen größeren Parteien unterstützt.
Abgeändert wurde Artikel 16, der sich mit den Wahlen zum irischen Unterhaus Dáil Éireann befasst. Andere Artikel der Verfassung (z. B. zur Wahl des Präsidenten) beziehen ihr Mindestwahlalter aus diesem Artikel ("[...] jeder, der bei Wahlen zum Unterhaus teilnehmen kann [...]") und mussten daher nicht angepasst werden. Die Verfassungsänderung änderte allerdings nicht das Mindestalter, dass ein Kandidat für einen Sitz im Unterhaus haben muss; dies blieb bei 21.

### 5. Verfassungsänderung (1973)
Die 5. Verfassungsänderung entfernte hauptsächlich die umstrittene "spezielle Position" der römisch-katholischen Kirche aus der Verfassung, erkannte einige weitere Religionen an und trat am 5. Januar 1973 in Kraft. Die Änderung wurde von der Fianna-Fáil-Regierung unter Jack Lynch eingebracht und von allen größeren Parteien unterstützt. Die Katholische Kirche erhob offiziell keine Einwände gegen diese Änderung, auch wenn es einige kritische Stimmen aus dem Lager der konservativen Katholiken gab.
Bei der Gestaltung der Verfassung 1936 und 1937, übernahm Eamon de Valera die zu dieser Zeit übliche Ansicht, die Religion explizit zu erwähnen und anzuerkennen, obwohl dies im Gegensatz zu Freistaatenverfassung von 1922 stand, die es vermied religiöse Angelegenheiten zu regeln. De Valera und seine Berater (u. a. der Priester John Charles McQuaid) sahen sich bei der Ausarbeitung folgenden Problemen gegenüber:
- Die Forderungen von konservativen Katholiken, wie der Organisation Maria Duce, nach klarer Anerkennung des in ihren Augen "wahren Glaubens" als Staatsreligion,
- Befürchtungen der anderen Religionsgemeinschaften vor einer dominierenden Rolle der römisch-katholischen Kirche und vor Diskriminierungen,
- Die damals in Europa vorherrschende Gesinnung des Antisemitismus,
- Die Tatsache, dass das Erziehungssystem und teilweise das Gesundheitssystem mit verschiedenen Religionen verzahnt waren.

Die Lösung von de Valera war Artikel 44, der als Niederlage der fundamentalistischen Katholiken anzusehen war:
- Die römisch-katholische Kirche wurde nicht zur Staatskirche erklärt, erhielt aber einen undefinierten "Sonderstatus" als "Kirche der Mehrheit",
- Andere Religionen (u. a. die jüdische Religion) wurden namentlich anerkannt.

1973 war dann die Zeit gekommen, diesen veralteten Artikel zu entfernen und so mögliche Ansätze der Diskriminierung zu unterbinden. Der Artikel galt bis dahin als weiterer Stolperstein in den Beziehungen mit Nordirland und dessen mehrheitlich protestantischer Bevölkerung.

### 6. Verfassungsänderung (1979)
Die 6. Verfassungsänderung spezifizierte, dass spezielle Adoptionen, die nicht durch ein Gericht beschlossen wurden, nicht notwendigerweise der Verfassung widersprechen. Diese Änderung trat am 3. August 1979 in Kraft und betraf Artikel 37. Die Änderung wurde von der Fianna-Fáil-Regierung eingebracht und von allen größeren Parteien unterstützt. Die Verfassungsänderung hatte mit 99 % die bisher größte Zustimmung.
Diese Änderung wurde notwendig, da 1977 festgestellt wurde, dass Adoptionen die durch die offizielle Adoptionsstelle An Bord Uchtála festgelegt wurden, und nicht von einem Richter oder Gericht, eigentlich nicht der Verfassung entsprachen.

### 7. Verfassungsänderung (1979)
Die 7. Verfassungsänderung spezifizierte, dass die Festlegung, 6 Senatsmitglieder von Akademikern wählen zu lassen, per Gesetz geändert werden könne. Diese Änderung trat am 3. August 1979 in Kraft. Die Änderung wurde von der Fianna-Fáil-Regierung eingebracht und deren Abstimmung fand zeitgleich mit der 6. Verfassungsänderung statt.
Vor dieser Änderung war durch die Verfassung festgelegt, dass jeweils 3 Senatsmitglieder von der National University of Ireland sowie vom Trinity College gewählt werden müssen. Geändert wurde, dass nun 6 Senatsmitglieder von beliebigen Hochschulen (die per Gesetz vom Parlament bestimmt und geändert werden können) festgelegt werden. Doch bis zum heutigen Tag, werden nach wie vor jeweils 3 Senatoren von den beiden genannten Hochschulen gewählt – es fand keine Änderung per Gesetz statt, obwohl in der Folgezeit der Verfassungsänderung darüber diskutiert wurde.

### 8. Verfassungsänderung (1983)
Die 8. Verfassungsänderung brachte den umstrittenen Abtreibungsparagraphen in die Verfassung ein, der den Schutz des Lebens einer Frau gleichstellt mit dem des ungeborenen Kindes, und trat am 7. Oktober 1983 in Kraft. Diese Verfassungsänderung wird oft als die "Irische Pro-Leben"-Änderung (Irish Pro-Life) bezeichnet, legalisierte aber nicht die Abtreibung in Irland.
Abtreibung war schon 1983 in Irland illegal und die 8. Verfassungsänderung sollte eine Legalisierung für die Zukunft verhindern, da Abtreibungsgegner die Befürchtung hatten, der Supreme Court könnte in der damals aktuellen Version der Verfassung ein Recht auf Abtreibung sehen. Die Änderung wurde getrieben durch die Anti-Abtreibungskampagne Pro-Life Amendment Campaign und vor der Unterhauswahl 1981 standen die größten Parteien mit Ausnahme der Labour Party auf deren Seite. Doch erst im späten 1982, kurz vor dem Zusammenbruch von Charles Haugheys Minderheitsregierung wurde ein erster textlicher Vorschlag eingebracht. Garret FitzGerald, der Oppositionsführer von Fine Gael, erhielt von seinem Justizminister Peter Sutherland den Hinweis, dass der Text in dieser Form gefährlich sei und entwarf daraufhin einen enger gefassten Textvorschlag. Obwohl FitzGeralds Version näher an der ursprünglich geforderten Fassung der Pro-Life Amendment Campaign lag, stimmte eine Mehrheit im Dáil Éireann dagegen, so dass schließlich der originale Textvorschlag verwendet wurde.
Gegner dieser Verfassungsänderung argumentierten 1983, dass der Text sehr vage gehalten wurde. Seit der Einführung 1983 gab es bereits vier Versuche den Wortlaut zu spezifizieren: zwei abgelehnte Änderungen (1992 und 2002) zur Verschärfung des Textes (kein Freibrief für eine Abtreibung, wenn die Mutter im Falle einer Nichtbewilligung der Abtreibung Selbstmord androht) sowie zwei angenommene Änderungen (beide 1992), die die Rechte der Mutter auf Abtreibung beide erweiterten.

### 9. Verfassungsänderung (1984)
Die 9. Verfassungsänderung erweiterte das Wahlrecht zur Unterhauswahl auch auf bestimmte nicht-irische Bürger und trat am 2. August 1984 in Kraft. Die Änderung wurde von der Fine-Gael-Regierung unter Garret FitzGerald eingebracht, aber ebenfalls von der Oppositionspartei Fianna Fáil unterstützt.
Die Möglichkeit bei Wahlen zum Unterhaus Dáil Éireann wählen zu können wurde durch diese Verfassungsänderung auch auf Bürger des Vereinigten Königreichs ausgedehnt, die in Irland ihren festen Wohnsitz haben. Dies war der Gegenpart zum Ireland Act in Großbritannien von 1949, unter dem auch irische Staatsbürger bei Parlamentswahlen in Großbritannien ihre Stimme abgeben können, wenn sie dort ihren festen Wohnsitz haben. Die irische Verfassung wurde dahingehend geändert, dass das Parlament per Gesetz auch weitere Bevölkerungsgruppen zulassen kann, was bisher allerdings nicht passiert ist. Die Änderung beeinflusste aber nicht die Präsidentschaftswahlen.

### (geplante) 10. Verfassungsänderung (1986)
Die Verfassungsänderung vom 26. Juni 1986 betraf die Legalisierung der Scheidung. Die Verfassungsänderung wurde 1986 abgelehnt, aber 10 Jahre später wurde ihr bei einer erneuten Abstimmung zugestimmt.

### 10. Verfassungsänderung (1987)
Die 10. Verfassungsänderung erlaubte dem Staat die Einheitliche Europäische Akte zu ratifizieren und trat am 22. Juni 1987 in Kraft. Die Änderung wurde von der Fianna-Fáil-Regierung unter Charles J. Haughey eingebracht, und von Fine Gael, den Progressive Democrats sowie Arbeiter- und Farmer-Gewerkschaften unterstützt.
Die 10. Verfassungsänderung ist die erste aus einer Reihe, die es der Irischen Republik erlaubten, Verträge der EU zu ratifizieren, was davor, aus Sicht des Supreme Court, teilweise nicht gegeben war.

### 11. Verfassungsänderung (1992)
Die 11. Verfassungsänderung erlaubte dem Staat den Maastricht-Vertrag zu ratifizieren und trat am 16. Juli 1992 in Kraft. Die Änderung wurde von der Fianna Fáil-Progressive-Democrats-Koalition eingebracht und lediglich von der Democratic Left-Partei nicht unterstützt.
Wie schon die 10. Verfassungsänderung, diente auch diese dazu, Verträge der EU, in diesem Fall den Maastricht-Vertrag, anzuerkennen.

### (geplante) 12. Verfassungsänderung (1992)
Die Verfassungsänderung vom 25. November 1992 sollte die Richtlinien bei Abtreibung verschärfen, indem ein angedrohter Suizid einer Schwangeren kein Grund für die Zulassung einer Abtreibung sei. Diese Änderung wurde, im Gegensatz zu den beiden gleichzeitig stattfindenden Abstimmungen (13. + 14. Verfassungsänderung) über weitere Abtreibungs-Themen an diesem Tag, abgelehnt.
Hintergrund dieser Reihe von 3 Abtreibungs-Verfassungsänderungen war der Fall eines 14-jährigen Mädchens vor dem Supreme Court aus dem Jahr 1992. Dieser Fall ging auch als der "X-Fall" (X-Case) in die irische Geschichte ein; der Name des Mädchens wurde, um ihre Privatsphäre zu schützen, in den Medien und im Gerichtssaal immer mit "X" angegeben. Das Mädchen wurde nach einer Vergewaltigung schwanger und teilte ihrer Mutter Selbstmordabsichten mit. Da Abtreibung in Irland nach wie vor illegal war, reiste die Familie zur Abtreibung nach England. Vor der Abtreibung fragte die Familie bei der irischen Polizei nach, ob DNA des abgetriebenen Fötus als Beweismittel der Vergewaltigung vor Gericht ausreichen würde. Als der Staatsanwalt Harry Whelehan die Absichten der Familie mitbekam, beantragte er eine Einstweilige Verfügung (nach Artikel 40.3.3 der Verfassung), die letztendlich das Vorhaben der Familie untersagte. Die Verfügung des High Court wurde daraufhin an den Supreme Court übergeben, der das Urteil in letzter Instanz mit 3 zu 2 Stimmen aufhob. Das Gericht urteilte, dass der betroffene Verfassungsartikel (der durch die 8. Verfassungsänderung angepasst wurde), das Recht der Mutter auf Abtreibung im Falle von Selbstmordabsichten zuließ. X hatte eine Fehlgeburt kurz nach dem Urteil, noch bevor die Abtreibung durchgeführt werden konnte.

### 13. Verfassungsänderung (1992)
Die 13. Verfassungsänderung war die zweite in der Reihe der Verfassungsänderungen, die Abtreibung zum Thema hatte, und legte fest, dass das Verbot der Abtreibung nicht die Reisefreiheit einschränkt. Die Änderung trat am 23. Dezember 1992 in Kraft. Hintergrund war auch hier der beschriebene X-Fall.

### 14. Verfassungsänderung (1992)
Die 14. Verfassungsänderung war die dritte in der Reihe der Verfassungsänderungen, die Abtreibung zum Thema hatte, und gestand den irischen Bürgern das Recht zu, sich im Ausland über Abtreibung zu informieren und diese dort durchzuführen. Die Änderung trat am 23. Dezember 1992 in Kraft. Hintergrund war auch hier, wie bei der 12. und 13. Verfassungsänderung der beschriebene X-Fall.
Genau genommen fasste die Verfassungsänderung die neuen Rechte sehr allgemein, indem es irischen Bürgern erlaubt ist, sich in anderen Ländern über (dort legale) "Dienste" zu "informieren", auch wenn diese in Irland illegal sein sollten.

### 15. Verfassungsänderung (1995)
Die 15. Verfassungsänderung entfernte das Verbot der Ehescheidung aus der Verfassung und trat am 24. November 1995 in Kraft. Die Änderung wurde von der Fianna-Fáil-Regierung unter Charles J. Haughey eingebracht, und von Fine Gael, den Progressive Democrats sowie Arbeiter- und Farmer-Gewerkschaften unterstützt.
Bis 1995 schloss die irische Verfassung jegliche Ehescheidungen aus; ein Abbild der religiösen Vorstellungen zur Zeit der Entstehung (1937). Auch einige andere Länder (z. B. Italien) hatten in den 1930er Jahren ähnliche Artikel in ihren Verfassungen. In den 1980er Jahren galt das Verbot der Ehescheidung allerdings als unliberal und diskriminierend den Religionen gegenüber, die nicht der christlichen Ansicht bzgl. Scheidung waren. 1986 unternahm die Fine-Gael-Regierung unter Garret FitzGerald einen ersten Versuch, diesen umstrittenen Artikel zu entfernen, doch die 10. Verfassungsänderung wurde per Volksentscheid abgelehnt. Als Fine Gael mit John Bruton nun 1994 erneut an die Regierung kam, unternahm die Partei einen weiteren Versuch, der nach hitzigen Debatten und einer äußerst knappen Mehrheit schließlich bewilligt wurde. Die Scheidung wurde aber an bestimmte Bedingungen gebunden.

### 16. Verfassungsänderung (1996)
Die 16. Verfassungsänderung räumte den Gerichten die Möglichkeit ein, die Freilassung auf Kaution von Gefangenen zu verweigern, wenn die Gefahr einer erneuten Straftat durch die Person in dieser Zeit besteht und trat am 12. Dezember 1996 in Kraft. Bisher war die Verweigerung der Kaution nur bei Fluchtgefahr möglich. Die Änderung wurde von der Fine Gael-Labour-Party-Regierung unter John Bruton eingebracht, und von Fianna Fáil und den Progressive Democrats unterstützt.

### 17. Verfassungsänderung (1997)
Die 17. Verfassungsänderung räumte dem High Court die Möglichkeit ein, trotz der Geheimhaltungsrichtlinien der Kabinettsversammlungen, in speziellen Situationen Informationen darauf freizugeben. Die Änderung trat am 14. November 1997 in Kraft. und wurde von der Fianna Fáil-Progressive-Democrats-Regierung unter Bertie Ahern eingebracht, allerdings bereits durch die Fine Gael-Labour-Party-Regierung unter John Bruton entworfen.
Hintergrund waren die Untersuchungen eines Tribunals über Korruption in der Regierung aus dem Jahr 1992, bei denen der Supreme Court entschied, dass die Vertraulichkeit der Kabinettsversammlungen per Verfassung nicht gebrochen werden kann. Durch diese Änderung können nun Informationen in speziellen Fällen per Gerichtsbeschluss freigegeben werden.

### 18. Verfassungsänderung (1998)
Die 18. Verfassungsänderung erlaubte dem Staat den Vertrag von Amsterdam zu ratifizieren und trat am 3. Juni 1998 in Kraft. Die Änderung wurde von der Fianna Fáil-Progressive-Democrats-Koalition unter Bertie Ahern eingebracht und ebenfalls von Fine Gael und der Labour Party unterstützt.
Wie schon die 10. und 11. Verfassungsänderung diente auch diese dazu, Verträge der EU, in diesem Fall den Vertrag von Amsterdam, anzuerkennen.

### 19. Verfassungsänderung (1998)
Die 19. Verfassungsänderung änderte die Artikel 2 und 3 (Nordirland betreffend), wie es durch das Karfreitagsabkommen vereinbart wurde, und trat am 3. Juni 1998 in Kraft. Die Änderung wurde von der Fianna Fáil-Progressive-Democrats-Koalition unter Bertie Ahern eingebracht und von allen großen Parteien unterstützt.
Vor 1998 beinhalteten die Artikel 2 und 3 der irischen Verfassung die umstrittene Aussage, dass die ganze irische Insel ein "Staatsgebiet" bildet. Obwohl die Änderung, die die umstrittenen Formulierungen entschärfte, durch das Referendum 1998 in Kraft trat, wollte die irische Regierung sicherstellen, dass auch die anderen Aspekte des Abkommens umgesetzt werden. Daher wurden die Paragraphen nicht direkt geändert, sondern es wurde lediglich die Möglichkeit aufgenommen, die Änderung später per formaler Erklärung der Regierung einzuführen. Dies geschah 1999. Die Änderungen der beiden Artikel wurden von Unionisten während der Verhandlungen zum Karfreitagsabkommen verlangt.

### 20. Verfassungsänderung (1999)
Die 20. Verfassungsänderung erkannte Gemeindeverwaltungen offiziell an und legte fest, dass deren Wahlen mindestens alle 5 Jahre zu erfolgen haben. Sie trat am 23. Juni 1999 in Kraft. Die Änderung wurde von der Fianna Fáil-Progressive-Democrats-Koalition unter Bertie Ahern eingebracht und von allen großen Parteien unterstützt.
Vor 1999 waren die Gemeindeverwaltungen seit Jahren bereits Teil der irischen Politik, aber niemals explizit in der Verfassung anerkannt. Weiterhin gab es Befürchtungen, dass ohne die Festlegung in der Verfassung die Amtszeiten deutlich über den geforderten 5 Jahren liegen würden.

### 21. Verfassungsänderung (2001)
Die 21. Verfassungsänderung verbannte die Todesstrafe aus der Verfassung und trat am 27. März 2002 in Kraft (die Abstimmung fand hingegen noch 2001 statt). Die Änderung wurde von der Fianna-Fáil-Progressive-Democrats-Koalition unter Bertie Ahern eingebracht und von allen Parteien unterstützt.
Die letzte Hinrichtung in der Republik Irland fand 1954 statt, und seit 1990 wurde die Todesstrafe bereits per Gesetz abgeschafft, was auch eine der Anforderungen der EU an ihre Mitgliedsstaaten ist. Die 21. Verfassungsänderung legte auch fest, dass die Todesstrafe selbst in Kriegszeiten oder in Zeiten des "nationalen Notstandes" nicht per Gesetz eingeführt werden können. Etwas kurios ist die relativ hohe Zahl an "Nein"-Stimmen bei diesem Referendum. Dieses kam zustande, weil viele Gegner der Todesstrafe der Meinung waren, die Abstimmung drehte sich um dafür oder dagegen (und nicht um "Soll die Todesstrafe abgeschafft werden?") und kreuzten daher (irrtümlicherweise) "Nein" an.

### (geplante) 22. Verfassungsänderung (2001)
Die 22. Verfassungsänderung sollte ein Organ einführen, das Ermittlungen gegen Richter führen, sowie den Prozess der Amtsenthebung von Richtern ändern kann. Diese Verfassungsänderung wurde nicht im Parlament bewilligt und war damit nicht Teil der Volksbefragung 2001 im Juni 2001.

### 23. Verfassungsänderung (2001)
Die 23. Verfassungsänderung diente zur Anerkennung des Internationalen Strafgerichtshofs und trat am 27. März 2002 in Kraft (die Abstimmung fand hingegen noch 2001 statt). Die Änderung wurde von der Fianna Fáil-Progressive-Democrats-Koalition unter Bertie Ahern eingebracht und von allen größeren Parteien unterstützt.

### (geplante) 24. Verfassungsänderung (2001)
Die 24. Verfassungsänderung sollte ursprünglich den Vertrag von Nizza ratifizieren und in die Verfassung einbringen. Obwohl 2001 gegen diese Verfassungsänderung gestimmt wurde, wurde der Vertrag ein Jahr später (mit der 26. Verfassungsänderung) doch bewilligt.

### (geplante) 25. Verfassungsänderung (2002)
Die 25. Verfassungsänderung war, wie schon die 12. Verfassungsänderung, der Versuch die Richtlinien bei Abtreibungen zu verschärfen und die Rechte der Mütter einzuschränken. Auch bei dieser Abstimmung wurde (wenn auch sehr knapp) dagegen gestimmt.

### 26. Verfassungsänderung (2002)
Die 26. Verfassungsänderung diente zur Anerkennung des Vertrags von Nizza und trat am 7. November 2002 in Kraft. Die Änderung wurde von der Fianna Fáil-Progressive-Democrats-Koalition unter Bertie Ahern eingebracht und von allen größeren Parteien unterstützt.
Dies war der zweite Versuch (nach 2001) den Vertrag von Nizza zu ratifizieren. Eines der Argumente gegen den Vertrag im Jahr 2001 war die Befürchtung er könnte die irische Neutralität gefährden. Daher wurde im Rahmen dieser Abstimmung ein weiterer Artikel eingeführt, der festlegte, dass Irland nicht dem Verteidigungs-Pakt der EU beitritt.

### 27. Verfassungsänderung (2004)
Die 27. Verfassungsänderung legte fest, dass Kinder, die in Irland geboren werden und deren Eltern beide keine irische Staatsbürgerschaft besitzen, kein verfassungsmäßiges Recht mehr auf die irische Staatsbürgerschaft haben. Die Änderung wurde von der Fianna Fáil-Progressive-Democrats-Koalition unter Bertie Ahern eingebracht und von Fine Gael im Prinzip unterstützt, auch wenn kritisiert wurde, dass keine ausreichenden Gespräche darüber stattgefunden haben. Gegner der Änderung waren u. a. die Labour Party, Sinn Féin, SDLP, die Grünen sowie die offizielle irische Menschenrechtskommission Irish Council for Civil Liberties.
Das bis 2004 geltende Recht auf Staatsbürgerschaft durch die Geburt (Ius Soli) existierte im Gesetz bereits seit 1922 sowie in der Verfassung seit 1999 (als Teil des Karfreitagsabkommens). Nachdem 1999 diese Garantie in die Verfassung eingeführt wurde, kam die Befürchtung auf, dass Asylbewerber und illegale Einwanderer durch die Geburt eines Kindes in Irland (oder Nordirland) für ihre Kinder die irische Staatsbürgerschaft erzwingen könnten. Im Januar entschied dann der Supreme Court zusätzlich, dass es verfassungsgemäß ist, wenn die Regierung (nicht-irische) Eltern abschiebt, deren Kinder die irische Staatsbürgerschaft haben. Im Mai 2004 entschied der Europäische Gerichtshof, dass eine Mutter, deren Kind in Nordirland geboren wurde (und damit automatisch die irische Staatsbürgerschaft besaß), mit ihrem Kind im Vereinigten Königreich verbleiben kann.
Die 27. Verfassungsänderung sollte nicht die Staatsbürgerschaft per Geburt in Gänze abschaffen, sondern lediglich den verfassungsmäßigen Anspruch darauf. Die Staatsbürgerschaft per Geburt existierte danach per Gesetz weiter und konnte von der Regierung per einfaches Gesetz geändert oder abgeschafft werden. Heutzutage besteht die Staatsbürgerschaft per Geburt noch für diejenigen, die
- auf der irischen Insel oder der irischen See geboren wurden, und
- von denen mindestens ein Elternteil die irische Staatsbürgerschaft besitzt.

Diese Änderung gilt nicht rückwirkend, d. h. daraus entstanden keine Aberkennungen von Staatsbürgerschaften.
Die Regierung präsentierte die Änderung als Schließung eines Schlupfloches und Angleichung des irischen Rechts an das restliche Europa. Keine andere Nation der EU vergibt die Staatsbürgerschaft in der Art wie Irland – außerhalb der EU haben die USA ein ähnliches System. Ein Teil der Kritik an der Verfassungsänderung bezog sich auf die Tatsache, dass diese recht schnell, ohne vernünftige Diskussion und mit recht populistischen Argumenten durchgezogen wurde. Ein weiterer Kritikpunkt sind rassistische Bedenken, da das System der Staatsbürgerschaft per Gesetz geändert und somit für rassistische Diskriminierungen (z. B. Aberkennung für spezielle Bevölkerungsgruppen) verwendet werden könnte.

### 36. Verfassungsänderung (2018)
Eine Zweidrittelmehrheit der Wahlberechtigten stimmte im Referendum über die Abschaffung des Abtreibungsverbotes für die Streichung des achten Zusatzartikels der Verfassung, welcher 1983 selbst im Rahmen eines Referendums aufgenommen worden war. Der Artikel sah ein komplettes Verbot von Abtreibungen, Ausnahmen gab es lediglich bei Lebensgefahr für die Schwangere.
Infolge des Referendums wurde vom Parlament eine Fristenregelung eingeführt, wie sie in vielen anderen europäischen Staaten gilt. Das Votum wird als historische Veränderung gewertet, da damit im stark katholisch geprägten Irland Abtreibungen ermöglicht werden.

### 37. Verfassungsänderung (2018)
Die Strafbarkeit der Gotteslästerung wird aus Artikel 40 Absatz 6 gestrichen.

### 38. Verfassungsänderung (2019)
Scheidungen sind künftig schon nach zwei Jahren Getrenntleben (vorher vier Jahre) möglich.

### (geplante, per Referendum abgelehnte) 39. Verfassungsänderung (2024)
Die 39. Verfassungsänderung sollte die Definition der Familie im 41. Verfassungsartikel auf langanhaltende Beziehungen abseits der Ehe erweitert werden. Die Abstimmung fand gleichzeitig mit der geplanten 40. Verfassungsänderung am 8. März 2024 statt. Sie wurde deutlich abgelehnt.

### (geplante, per Referendum abgelehnte) 40. Verfassungsänderung (2024)
Die 40. Verfassungsänderung sollte im 41. Verfassungsartikel die Beschreibung des Lebens der Frau innerhalb des Haushalts mit dortigen Pflichten entfernen und durch die allgemeine Pflege innerhalb der Familie ersetzen. Sie wurde am Frauentag 2024 abgehalten, jedoch deutlich abgelehnt.